# Alienación occidental (Canadá)
La alienación occidental, en el contexto de la política canadiense, se refiere a la noción de que las provincias occidentales (Columbia Británica, Alberta, Saskatchewan y Manitoba) han sido marginadas de Canadá, particularmente en comparación con Ontario y Quebec, las dos provincias más grandes del país. Las expresiones de «alienación occidental» frecuentemente alegan que esas provincias están políticamente sobrerrepresentadas y reciben beneficios económicos descomunales a expensas de los canadienses occidentales.
La alienación occidental tiene una larga historia dentro de Canadá, que se remonta al siglo XIX. Ha llevado al establecimiento de muchos partidos políticos regionales occidentales tanto a nivel provincial como federal y tanto derechistas como izquierdistas, aunque desde la década de 1980 ha estado más estrechamente asociada con la política conservadora. Si bien estos movimientos han tendido a expresar el deseo de un lugar más amplio para la región occidental en el país, la alienación occidental en ocasiones ha resultado en llamados al separatismo y la independencia occidentales. Dada esta larga historia, la alienación occidental ha tenido un profundo impacto en el desarrollo de la política canadiense.

## Historia

### SigloXIX
Tras la Confederación en 1867, el nuevo Dominio de Canadá estaba formado únicamente por Ontario, Quebec, Nuevo Brunswick y Nueva Escocia. Sin embargo, lo que entonces se conocía como el Noroeste (en gran parte oficialmente Tierra de Rupert y propiedad de la Compañía de la Bahía de Hudson) ya era un factor importante en los planes canadienses. Entre los fundadores del país, George Brown insistió particularmente en que el noroeste era la clave para la prosperidad canadiense, ya que ofrecía recursos, abundante tierra para asentamientos agrícolas y el potencial de un mercado cautivo para los orientales. En 1870, Canadá compró Rupert's Land a HBC y creó los Territorios del Noroeste.
El primer ministro John A. Macdonald (el primero en la historia del país), diseñó la «Política Nacional» para integrar el Noroeste a Canadá y desarrollarlo económicamente. Sus pilares clave eran la construcción de un ferrocarril transcontinental, el Canadian Pacific Railway, que conectaría el este con la Columbia Británica, ayudaría a poblar el oeste y enviaría mercancías fácilmente; una afluencia constante de inmigración para poblar las praderas con colonos; y aranceles para proteger los productos canadienses. Esta última política fue un problema inmediato en el Noroeste, ya que efectivamente obligó a los agricultores occidentales a comprar equipos más caros en el este de Canadá en lugar de en Estados Unidos, y afectó los precios de los productos agrícolas; por lo tanto, los Territorios del Noroeste favorecieron el libre comercio. Esto inició una larga batalla entre los agricultores del oeste y Ottawa, que condujo al establecimiento de organizaciones de agricultores para ayudar a controlar el envío y la comercialización de cereales, y para hacer agitación política. Con el tiempo, los agricultores occidentales entraron directamente en la esfera política, formando los partidos de Agricultores Unidos y el Partido Progresista, los cuales ayudaron a sentar las bases de la Federación Cooperativa de la Commonwealth (CCF).

### SigloXX

#### La Gran Depresión
Las provincias de las praderas fueron, con diferencia, las más afectadas por la Gran Depresión. Los efectos de la depresión económica se profundizaron en las praderas por la sequía y las condiciones de polvo que en conjunto diezmaron la agricultura en toda la región. Además, la región fue la más lenta en recuperarse, y la llegada de la Segunda Guerra Mundial y la consiguiente reactivación de la industria manufacturera beneficiaron principalmente a las provincias orientales. Durante el período de depresión, que obtuvo poco alivio por parte del gobierno federal, se crearon dos partidos que dominarían la política en Alberta y Saskatchewan durante gran parte del siguiente medio siglo: Crédito Social y el CCF, ambos basados en la legado de los movimientos campesinos unidos. Ambos partidos buscaron transformar las condiciones económicas y sociales en las praderas, aunque desde diferentes posiciones ideológicas, y sus éxitos contribuyeron a moderar la alienación occidental durante gran parte de mediados del siglo XX. Un factor relacionado fue un mayor enfoque en el desarrollo de recursos en las praderas, lo que llenó las arcas provinciales e impulsó la recuperación de la Depresión.
Cuando John Diefenbaker se convirtió en primer ministro como líder de un gobierno conservador progresista en 1957, esto también marcó un cambio en las relaciones occidentales. Diefenbaker, oriundo de Saskatchewan, se consideraba un férvido defensor de los intereses occidentales, y su popularidad ayudó a alinear más estrechamente a las Praderas con el conservadurismo a nivel federal.

#### Desarrollo de recursos
Las crisis energéticas de la década de 1970 provocaron rápidos aumentos en los precios de los recursos energéticos, lo que produjo ganancias inesperadas en las provincias occidentales ricas en energía. El presupuesto federal de 1974 del gobierno liberal de Pierre Trudeau puso fin a la deducción de las regalías provinciales por recursos naturales del impuesto federal. Según Roy Romanow, entonces fiscal general de Saskatchewan, esta medida inició las «guerras de los recursos», una confrontación entre el gobierno federal de Trudeau y las provincias de las praderas por el control y los ingresos de la extracción de recursos naturales y la producción de energía.
Tras un rápido aumento del precio del petróleo entre 1979 y 1980, el gobierno de Trudeau introdujo el Programa Nacional de Energía, que fue diseñado para aumentar la propiedad canadiense en la industria petrolera, aumentar la autosuficiencia petrolera nacional y redistribuir la riqueza generada por producción de petróleo y una mayor proporción va al gobierno federal. Si bien el programa estaba destinado a mitigar el efecto de los mayores precios del gas en el este de Canadá, fue extremadamente impopular en el oeste debido a la percepción de que el gobierno federal estaba implementando un reparto injusto de ingresos. En respuesta, una cita del futuro primer ministro de Alberta, Ralph Klein, entonces alcalde de Calgary, apareció de manera destacada en las pegatinas de los parachoques de esa provincia: «Que los bastardos del este se congelen en la oscuridad». El programa fue finalmente derogado en 1985.

#### Partido Reformista
Los conservadores progresistas de Brian Mulroney reemplazaron a los liberales con una mayoría histórica en las elecciones de 1984. Sin embargo, Mulroney fue visto como igualmente negligente con el oeste de Canadá, lo que llevó al establecimiento del conservador Partido Reformista en 1987. Dirigido por Preston Manning, hijo del ex primer ministro de Crédito Social de Alberta, Ernest Manning, Reform hizo campaña con el lema «El Occidente quiere entrar». A pesar de la controversia sobre el conservadurismo social del partido, alcanzó el estatus de tercer partido en 1993, ganando 52 escaños (todos menos uno en el oeste canadiense) en las elecciones de otoño, mientras que los PC se redujeron a sólo 2. En las elecciones de 1997, Reform se convirtió en la Oposición Oficial. En 2000, Reform pasó a llamarse Alianza Canadiense en un intento de atraer a los votantes más allá del oeste de Canadá; En 2003, el partido se fusionó con los PC para formar el Partido Conservador, cuya base de poder desde entonces reside en la región occidental del país.

### SigloXXI

#### Resurgimiento
El siglo XIX ha visto un resurgimiento de los sentimientos de alienación occidental, que coincidieron nuevamente con el auge y la caída de los precios de las materias primas. Paul Martin afirmó que abordar la alienación occidental era una de sus dos prioridades cuando se convirtió en primer ministro en 2003. En 2007, dijo que había aprendido que el fenómeno fluctúa y refluye, y al final de esa década se informó que los sentimientos habían disminuido. Sin embargo, particularmente desde la elección de un gobierno federal liberal bajo el liderazgo de Justin Trudeau, hijo de Pierre Trudeau, la alienación occidental ha alcanzado niveles no vistos desde la década de 1980. Esto tiene que ver en gran medida con las percepciones de extralimitación federal por parte de un partido gobernante que ha sido excluido de gran parte de las Praderas. En particular, la política ambiental federal y los esfuerzos para abordar el cambio climático, como el Marco Pancanadiense, han estado en el centro de la alienación occidental contemporánea, avivando temores de una recesión económica forzada para industrias de recursos clave. Sin embargo, este resurgimiento de la alienación occidental también coincidió con una importante caída de los precios de las materias primas después de 2014.
Los gobiernos de Alberta y Saskatchewan han caracterizado la política ambiental federal como un ataque a sus respectivas industrias de recursos y, por lo tanto, como una amenaza a la estabilidad económica de sus provincias. El Partido de Saskatchewan, especialmente bajo el liderazgo de Scott Moe desde 2018, y desde su formación en 2017 el Partido Conservador Unido de Alberta —actualmente bajo el liderazgo de Danielle Smith— se han posicionado en oposición a Ottawa y han buscado una mayor autonomía dentro de Canadá. Al mismo tiempo, las encuestas han sugerido consistentemente que los residentes de Alberta y Saskatchewan perciben al gobierno federal como perjudicial para los intereses de sus provincias. Además, los residentes de Columbia Británica y Manitoba también han indicado un sentimiento de creciente resentimiento hacia Ottawa, y los residentes de las cuatro provincias occidentales indicaron que apoyarían un nuevo «Partido del Oeste de Canadá» a nivel federal para defender los intereses de la región.

#### Protestas de convoyes
Desde 2019, varias protestas populares han organizado convoyes a Ottawa para llevar sus demandas directamente al gobierno federal, algo que tiene una larga tradición en el oeste de Canadá que se remonta a principios del siglo XX, incluido el intento de viajar allí durante la Gran Depresión. En particular, las grandes protestas de convoyes en 2018 y 2022 han recibido atención internacional. El primero de estos convoyes fue organizado por el movimiento canadiense de los chalecos amarillos, que se inspiró en las protestas francesas de 2018. La protesta canadiense exigió, entre otras cosas, la eliminación del impuesto federal al carbono. El segundo fue el autodenominado Convoy de la Libertad, que pretendía centrarse en protestar por los mandatos de la vacuna COVID-19, pero compartía muchos de los mismos organizadores y recursos que la protesta de 2018. En ambos casos, el grado de apoyo de los convoyes por parte de los canadienses occidentales fue un tema de debate; por ejemplo, un estudio de 2022 sugiere que menos del 20 % de los habitantes de Alberta pensaron positivamente en la protesta del convoy. Además, varios estudios han indicado que estas protestas incluyeron un alto grado de elementos políticos de extrema derecha, incluidos elementos xenófobos y teorías conspirativas.